# Western United FC (Melbourne)
Western United Football Club is een Australische voetbalclub uit Truganina, een voorstad ten westen van Melbourne. De club debuteert in het seizoen 2019/20 in de A-League.

## Geschiedenis
De organisatie werd in mei 2017 opgericht en in augustus 2018, samen met zeven andere projecten, door de FFA geaccepteerd in de procedure om toe te treden tot de A-League. In december 2018 kreeg Western United FC, samen met Macarthur FC, definitief groen licht om toe te treden tot de A-League. Western United FC begint in het seizoen 2019/20 en stelde in mei 2019 Mark Rudan aan als eerste trainer. Panagiotis Kone was de eerste speler die werd aangetrokken. De eerste twee seizoenen wisselt Western United het Kardinia Park in South Geelong en het Eureka Stadium in Wendouree af als thuisstadion terwijl een nieuw stadion in Truganina in aanbouw is.

## Bekende (oud-)spelers
- Besart Berisha (2019-)
- Alessandro Diamanti (2019-)
- Andrew Durante (2019-)
- Ersan Gülüm (2019-)
- Dario Jertec (2019-)
- Scott McDonald (2019-)
- Panagiotis Kone (2019-)
- Filip Kurto (2019-)
- Connor Pain (2019-)
- Sebastian Pasquali (2019-)
- Josh Risdon (2019-)

Zie ook: Lijst van spelers van Western United FC
Adelaide United · Brisbane Roar FC · Central Coast Mariners · Macarthur FC · Melbourne City FC · Melbourne Victory · Newcastle United Jets · Perth Glory · Sydney FC · Wellington Phoenix FC · Western Sydney Wanderers · Western United

Opgeheven: Gold Coast United FC (heropgericht in 2017) · New Zealand Knights · North Queensland Fury (heropgericht in 2012)